# Yannik Helm
Yannik Helm (* 17. März 1992 in Fulda) ist ein deutscher Komponist und Arrangeur.

## Leben
Helm wuchs in Nüsttal in der hessischen Rhön auf, wo er bis heute lebt. Nach seinem Abitur in Fulda studierte er Schulmusik und Komposition an der Musikhochschule Würzburg. Zu seinen Lehrern zählten unter anderem Rolf Rudin, Robert HP Platz (Komposition), Christoph Weinhart (Arrangement) sowie Christoph Wünsch (Musiktheorie).
Neben seiner Tätigkeit als Komponist und Arrangeur arbeitet er als Dirigent, Instrumentalpädagoge, Dozent für Blasorchester und Chöre.
Helm schreibt für alle gängigen Besetzungen. Ein Schwerpunkt seiner Arbeit liegt dabei auf dem Schaffen von Musik für Sinfonisches Blasorchester aber auch Musik für Chor, Kammermusik in verschiedenen Besetzungen, Sinfonieorchester und Big Band.
Seine Kompositionen und Arrangements wurden und werden u. a. in Deutschland, Spanien, Brasilien, Australien, Großbritannien, Panama, Polen und Amerika aufgeführt. 2016 war er Composer in Residence der bundesweiten GEMA-Stiftung und der BDMV. Neben verlegten Werken bei verschiedenen Musikverlagen, u. a. beim Hayo-Musikverlag und Bohne und Schulz verlegt Yannik Helm in seinem Eigenverlag edition casco.

## Werke (Auswahl)
- Ailm – der heilige Baum für Tuba Solo, 2016[7]
- Four Funny Songs  für Bariton und Klavier, 2016[8]
- Das Licht der Seele für Sinfonisches Blasorchester, 2016
- A Norwood Essay für Klarinette und Klavier, 2018[9]
- Three Songs from „Winnie the Pooh“ (2018) für gemischten Chor
- Das Orchesterkarusell für großes Ensemble,  2018[10]
- Limping Dances für Blechbläserquintett, 2019
- Scherzoboe für Oboe und Sinfonisches Blasorchester, 2019[11]